# 金子琉聖
金子 琉聖（かねこ りゅうせい、2002年5月31日 - ）は、ジャパンラグビーリーグワンのレッドハリケーンズ大阪に所属しているラグビーユニオン選手。

## 略歴
佐賀県立佐賀工業高等学校では、1年時の終わりの全国高等学校選抜ラグビーフットボール大会（初の熊谷）で、先発のロックで出場した。2年時には花園（全国高等学校ラグビーフットボール大会）に出場。
明治大学ラグビー部では、正代表での出場は無かったが、大学ジュニア選手権などで出場した。
2025年2月3日、ジャパンラグビーリーグワンのレッドハリケーンズ大阪へ、アーリーエントリーでの加入を発表した。同年3月、明治大学卒業。